# Egon Sohmen
Egon Sohmen (* 1. Juni 1930 in Linz; † 8. März 1977 in Heidelberg) war ein deutsch-österreichischer Wirtschaftswissenschaftler.

## Leben und Werk
Er studierte an der Hochschule für Welthandel in Wien, als Fulbright-Stipendiat in Kansas, wurde in Tübingen 1954 promoviert und erhielt 1958 am Massachusetts Institute of Technology einen PhD, betreut von Charles P. Kindleberger. Anschließend war Sohmen Assistant Professor an der Yale University, kehrte 1960 nach Europa zurück und lehrte von 1961 bis 1969 als ordentlicher Professor an der Universität des Saarlandes in Saarbrücken. Zum Sommersemester 1969 folgte er einem Ruf an die Universität Heidelberg, wo er, abgesehen von einem Gastaufenthalt am Woodrow Wilson International Center for Scholars in Washington, D.C., bis zu seinem Tod im Jahr 1977 lehrte.
Seine Forschung lieferte wichtige Beiträge zur Theorie der Wechselkurse. Darüber hinaus machte er sich um eine allokationstheoretische Grundlegung der Wirtschaftspolitik vor allem im deutschen Sprachraum verdient.

## Veröffentlichungen
- Allokationstheorie und Wirtschaftspolitik. 2. Auflage, unveränderte Studienausgabe. Mohr, Tübingen 1992.